# Fuensaldaña
Fuensaldaña – gmina w Hiszpanii, w prowincji Valladolid, w Kastylii i León, o powierzchni 25,09 km². W 2011 roku gmina liczyła 1435 mieszkańców.